# Liste der Bischöfe von Calahorra
Die folgenden Personen waren Bischöfe von Calahorra (Spanien):
- Valeriano (ca. 400–420)
- Silvano (455–465)
- Dídimo? (ca. 490–540)
- Heiliger Prudencio ? (ca. 540–560)
- Munimio (um 589 bis 614)
- Gabino (um 633 bis 653)
- Eufrasio (um 683)
- Wiliedo (um 688)
- Felix (um 693)
- Teodomiro (802)
- Recaredo (812)
- Esteban?
- Gómez (1046–1064)
- Munio (1065–1080)
- Sancho (1080–1087)
- Sigefredo (1088–1089)
- Pedro I. (1089–1109)
- Sancho de Grañón (1109–1116)
- Sancho de Funes (1118–1146)
- Rodrigo de Cascante (1146–1190)
- García (1190)
- Juan de Préjano (1197–1202)
- Juan García de Agoncilo (1207–1216)
- Guillermo Durán y Rodrigo de Basín (1217–1221)
- Juan Pérez (1220–1227)
- Iñigo Martínez (1237) (Elekt)
- Mauricio (1237–1238) (Apostolischer Administrator)
- Jerónimo Aznar (1238–1263)
- Vivián (1263–1273)
- Esteban de Sepúlveda (1273–1280)
- Rodrigo Jiménez (1281–1282)
- Martín García (1283–1286)
- Blas (1286–1287)
- Juan Almoravid (1287–1300)
- Fernando González (1300–1303)
- Rodrigo Ordóñez (1304–1311)
- Miguel Romero de Yanguas (1313–1325)
- Juan de Santo Domingo (1326–1346)
- Pedro (1346–1347)
- Lope de Fontecha (1348–1351)
- Gonzalo (1351–1352)
- Fernando Manuel I. (1352–1362)
- Roberto de Cosos (1362–1372)
- Gonzalo Díaz de Mena (1373–1382)
- Juan de Villacreces (1382–1394)
- Juan Guzmán (1394–1403)
- Alfonso (1403) (Elekt)
- Fernando Manuel II. (1403–1408) (Haus Burgund-Ivrea)
- Diego López de Zúñiga (1408–1443)
- Pedro López de Miranda (1443–1453)
- Pedro González de Mendoza (1453–1467)
- Rodrigo Sánchez de Arévalo (1468–1469)
- Juan Díaz de Coca (1470–1477)
- Pedro de Aranda (1477–1494)
- Jaime de Sierra (1494–1499) (Apostolischer Administrator) (1. Mal)
- Juan de Ortega (1499–1503)
- Fadrique de Portugal Noreña, O.S.B. (1503–1508) (auch Bischof von Segovia)
- Juan Fernández Velasco (1505–1514) (auch Bischof von Palencia)
- Juan Castellanos de Villalba (1515–1522)
- Alonso de Castilla Zúniga (1523–1541)
- Antonio Ramírez de Haro (1541–1543) (auch Bischof von Segovia)
- Juan Yanes (1543–1544)
- Juan Bernal Díaz de Luco (1545–1556)
- Diego Fernández de Córdoba Velasco (1557–1558)
- Juan Quiñones Guzmán (1559–1576)
- Juan Ochoa Salazar (1577–1587) (auch Bischof von Plasencia)
- Antonio Manrique, O.F.M. (1587–1588)
- Pedro Portocarrero (1589–1594) (auch Bischof von Córdoba)
- Pedro Manso Zuñiga (1594–1612)
- Pedro González del Castillo (1614–1627)
- Miguel Ayala (1628–1632)
- Gonzalo Chacón Velasco y Fajardo (1633–1642)
- Juan Piñeiro Osorio (1643–1647)
- Juan Juániz de Echalar de Muruzábal (1647–1656)
- Martín López de Ontiveros (1657–1658) (auch Erzbischof von Valencia)
- Bernardo de Ontiveros (1659–1662)
- Juan García de la Peña (1663–1667)
- Gabriel de Esparza (1670–1686)
- Pedro de Lope y Dorantes (1686–1700)
- Domingo de Orueta y Ceceaga (1701) (Elekt)
- Francisco Antonio de Borja-Centelles y Ponce de Léon (1701–1702) (auch Erzbischof von Burgos)
- Ildefonso de Mena y Borja (1702–1714)
- Antonio Horcasitas Avellaneda (1715–1716)
- José Espejo Cisneros (1717–1747)
- Diego Rojas Contreras (1748–1753) (auch Bischof von Cartagena)
- Andrés Porras Termes (1753–1764)
- Juan Luengo Pinto (1764–1784)
- Pedro Luis Ozta Múzquiz (1785–1789)
- Francisco Mateo Aguiriano Gómez (1790–1813)
- Atanasio Puyal Poveda (1814–1827)
- Ignacio Ribes Mayor (1828–1831) (auch Erzbischof von Burgos)
- Pablo García Abella, C.O. (1832–1848) (auch Erzbischof von Valencia)
- Gaspar Cos Soberón (1840–1848)
- Miguel José Irigoyen (1850–1852)
- Cipriano Juárez Berzosa (1852–1861)
- Antolín Monescillo y Viso (1861–1865) (auch Bischof von Jaén)
- Fabián Sebastián Arenzana Magdaleno (1865–1874)
- Gabino Catalina del Amo (1875–1882)
- Antonio María Cascajares y Azara (1884–1891) (auch Erzbischof von Valladolid)
- Gregorio María Aguirre y García, O.F.M. (1899–1909) (Administrator, auch Erzbischof von Toledo)
- Juan Plaza y García (1911–1920) (auch Bischof von Santander)
- Fidel García Martínez (1920–1953)
- Abilio del Campo y de la Bárcena (1953–1976)
- Francisco Álvarez Martínez (1976–1989) (auch Bischof von Orihuela-Alicante)
- Ramón Búa Otero (1989–2003)
- Juan José Omella Omella (2004–2015) (dann Erzbischof von Barcelona)
- Carlos Manuel Escribano Subías (2016–2020), dann Erzbischof von Saragossa
- Santos Montoya Torres (seit 2022)